# Azná megye

Loresztán tartomány megyéinek elhelyezkedése

Azná megye (perzsául: شهرستان ازنا) Irán Loresztán tartománynak egyik keleti megyéje az ország nyugati részén. Északon és északkeleten Markazi tartomány, keleten Iszfahán tartomány, délen Aligudarz megye, nyugaton Dorud megye határolják. Székhelye a 41 000 fős Azná városa. Második legnagyobb városa az 1200 fős Momenábád. A megye lakossága 71 586 fő. A megye két további kerületre oszlik: Központi kerület  és Dzsápelag kerület.

## Fordítás
- Ez a szócikk részben vagy egészben  az   Azna County című angol Wikipédia-szócikk ezen változatának fordításán alapul.  Az eredeti cikk szerkesztőit annak laptörténete sorolja fel. Ez a jelzés csupán a megfogalmazás eredetét és a szerzői jogokat jelzi, nem szolgál a cikkben szereplő információk forrásmegjelöléseként.